# Annett Neumann
Annett Neumann (nascida em 31 de janeiro de 1970) é uma ex-ciclista alemã, que participava em competições de ciclismo de pista.
Neumann competiu nos Jogos Olímpicos de Verão de 1992 em Barcelona, ganhando uma medalha de prata na prova de velocidade olímpica. Também obteve um bom resultado nos Jogos Olímpicos de Verão de 1996 em Atlanta, ao terminar em quarto lugar competindo na mesma prova. Conquistou três medalhas no Campeonato Mundial.